# Аннеміке Бес
Аннеміке Бес  (нід. Annemieke Bes, 16 березня 1978) — нідерландська яхтсменка, олімпійська медалістка.

## Виступи на Олімпіадах
| Олімпіада  | Дисципліна | Місце |
| ---------- | ---------- | ----- |
| Афіни 2004 | Інглінг    | 4     |
| Пекін 2008 | Інглінг    | 2     |